# Isiolo
Isiolo és una ciutat de la província de l'est, a Kenya. Molta població és descendent de soldats somalis que havien lluitat en la Primera Guerra Mundial, a causa del fet que aquesta població va créixer al voltant de camps militars. Té una població de 12.000 habitants (cens de 1999). La ciutat es coneix per un gran mercat que té, i la fabricació de joies és la indústria local.